# スコット・ウエスターフェルド
スコット・ウエスターフェルド (Scott Westerfeld、 1963年5月5日 - ) は、アメリカ合衆国のSF作家。テキサス州ダラスに生まれ、現在はオーストラリア・シドニーとニューヨーク市に住んでいる。妻は同じく作家のジャスティーン・ラーバレスティア。

## 概要
父ロイド、母パメラ、姉のウェンディとジャッキーの5人家族の元に生まれる。父のロイドは1960年代から70年代にかけてUNIVACのプログラマーとしてNASAのアポロ計画に携わった他、ロッキード・マーチン社やボーイング社、ジェネラル・ダイナミクス・エレクトリック・ボート社といった企業に勤めており、幼少期は父の仕事に合わせてヒューストン、カリフォルニア州、コネチカット州を転々とする生活を送っていた。ブッカー・T・ワシントン演劇芸術高等学校に在学し、1985年にヴァッサー大学にて哲学学士号を取得。1987年から1988年にかけてニューヨーク大学にて舞台芸術学科を専攻。当時は芸術の分野に熱中しており、ニューヨークのダウンタウンで活動するダンサーのために曲を書くこともあった。
大学卒業後は工場の作業員（本人曰く「鉛の兵隊人形を作っていた」とのこと）、代用教員、教科書の編集者、ソフトウェアデザイナーといった様々な職種に就いていたが、以前の職場を解雇されたことを機に作家の道を志すようになる。
専業作家としてデビューするまではフリーランスとして10年近く執筆活動を続け、その期間中、短編集6作、エッセイ本3作、インタビュー本1作を仕上げた。これ以外にウエスターフェルドはテレビアニメ『パワーパフガールズ』の小説を3作書いた他、ゴーストライターとして児童向けのホラー小説シリーズ『グースバンプス』の作品の代作を手掛けていたことを自身のブログやインタビューで述べている。
1997年に処女作『Polymorph』で作家デビューし、2000年に発表した『Evolution's Darling』はニューヨーク・タイムズ紙にて「注目の書籍」として紹介され、同年のフィリップ・K・ディック賞では特別賞を受賞した。
2001年に、のちに妻となるラーバレスティアと結婚。
2004年より発表した三部作シリーズ『The Midnighters』で、執筆する作品のジャンルを大人向けからヤングアダルト向けに変更。第1作『The Secret Hour』は2005年にオーストラリアの文学賞であるAurealis Awards（英語版）にてヤングアダルト小説部門を受賞し、その際SF作家のジョン・スコルジーは自身のブログで彼の受賞を祝っている。続いて発表した『Peeps』と『Uglies』は、2006年にアメリカ図書館協会が選ぶ「ヤングアダルト向けベスト書籍」に選出され、前者は同リストのトップ10に入り、後者は「人気のヤングアダルト向け文庫本」に選ばれた。
『Uglies』はその後シリーズ化され、2005年から2006年にかけて続編となる『Pretties』および『Specials』を発表した。ウエスターフェルドは当初『Uglies』を三部作として完結させる予定だったが、ファンからの熱心な支持を受けて2007年に4作目『Extras』を発表。2018年には『Uglies』シリーズのその後を描くスピンオフシリーズ『Impostors』を始動させ、2022年までに全4作を発表した。
ウエスターフェルドの作品は上記以外にも、2009年より発表した『Leviathan』三部作（同名の第1作は2010年にローカス賞ヤングアダルト部門を受賞）、2015年よりマーゴ・ラナガン、デボラ・ビアンコッティ（英語版）らと共同で執筆した『Zeroes』三部作などがある。

## 人物
ウエスターフェルドは自身が影響を受けた作家として、スペースオペラのジャンルではサミュエル・R・ディレイニー、イアン・M・バンクス、リンダ・ナガタ、ヤングアダルトのジャンルではジョン・クリストファーの名前を挙げており、アーシュラ・K・ル＝グウィンに関しては両ジャンルにおいて影響を受けていると答えている。加えて、子供の頃お気に入りだった本として『シャーロットのおくりもの』（E・B・ホワイト）を挙げており、実家の影響からベジタリアンであることや、日本語、スペイン語、ラテン語を学習していることを明かしている。好物はメキシコ料理とタイ料理である。
妻のジャスティーン・ラーバレスティアは、2007年に『Magic or Madness』（邦題:あたしと魔女の扉）でアンドレ・ノートン賞を受賞しており、日本では続編の『Magic Lesson』（邦題:あたしをとらえた光）、『Magic's Child』（邦題:あたしのなかの魔法）と合わせてハヤカワ文庫より邦訳版が出ている。また、これら以外にも『How to Ditch Your Fairy』が『さよなら駐車妖精（パーキング・フェアリー）』の邦題で創元推理文庫より出版されている。

## 著作

### 大人向け
- Polymorph（多形体） (1997)
- Fine Prey（恰好の餌食） (1998)
- Evolution's Darling（進化に愛されし者） (2000)

Succession シリーズ
- The Risen Empire（復活の帝国）(2003)
- The Killing of Worlds（世界殺害） (2003)

### ヤングアダルト
- So Yesterday（それで昨日は） (2004)
- Afterworlds（死後の世界） (2014)
- Horizon（地平線） (2017)

The Midnighters 三部作
- The Secret Hour（隠された時間） (2004)
- Touching Darkness（闇に触れる） (2005)
- Blue Noon（青い午後） (2006)

Peeps シリーズ
- Peeps (2005)
- The Last Days (2006)

Uglies ユニバース
- Uglies シリーズ
  - Uglies（アグリーズ） (2005)
  - Pretties（プリティーズ）(2005)
  - Specials（スペシャルズ）(2006)
  - Extras（エクストラズ） (2007)
- Impostors シリーズ
  - Impostors（影武者） (2018)
  - Shatter City（破壊都市） (2019)
  - Mirror's Edge（鏡の境界） (2021)
  - Youngbloods（若者たち） (2022)
- 関連作品
  - Bogus to Bubbly: An Insider's Guide to the World of Uglies（ボーガスからバブリーへ: アグリーズの世界への内部ガイド） (2008)

Leviathan 三部作
- Leviathan（リヴァイアサン） (2009)
- Behemoth（ベヒモス） (2010)
- Goliath（ゴリアテ） (2011)

- 関連作品
  - The Manual of Aeronautics（航空マニュアル）(2012) ※イラストガイドブック

Zeroes 三部作 (マーゴ・ラナガン、デボラ・ビアンコッティとの共著)
- Zeroes (2015)
- Swarm (2016)
- Nexus (2018)

### グラフィックノベル
Spill Zone シリーズ (作画：Alex Puvilland)
- Spill Zone (2016)
- Spill Zone: The Broken Vow (2019)

- 関連作品
  - Spill Night (短編) (2017)

## 邦訳一覧
- 『アグリーズ』 谷崎ケイ 訳、イラストレーション：カズアキ、ヴィレッジブックス、全2巻
  1. あたしがキレイになる日 (2006年12月20日発売) ISBN 978-4-789-72947-5[23]
  2. みにくい自分にサヨナラ (2007年1月20日発売) ISBN 978-4-789-73044-0[24]

- 『ミッドナイターズ』金原瑞人・大谷真弓 訳、東京書籍、全3巻
  1. 真夜中に生まれし者 (2007年7月19日発売) ISBN 978-4-487-80165-7[25]
  2. ダークリングの謎 (2007年9月28日発売) ISBN 978-4-487-80166-4[26]
  3. 青い時間の中へ (2007年11月28日発売) ISBN 978-4-487-80167-1[27]

- 『リヴァイアサン三部作』 小林美幸 訳、早川書房（新☆ハヤカワ・SF・シリーズ）、全3巻
  1. リヴァイアサン -クジラと蒸気機関- (2011年12月7日発売) ISBN 978-4-153-35001-4[28]
  2. ベヒモス -クラーケンと潜水艦- (2012年6月1日発売) ISBN 978-4-153-35004-5[29]
  3. ゴリアテ -ロリスと電磁兵器- (2012年12月7日発売) ISBN 978-4-153-35007-6[30]